# Lauterjungskotten
Der Lauterjungskotten, auch Ernenkotten, Kleinenberger Kotten oder Köttgen genannt, war ein Schleifkotten im Stadtteil Wald der bergischen Großstadt Solingen. Er befand sich am oberen Ende der heutigen Brucknerstraße im späteren Dültgenstal.

## Geographie
Der Kotten befand sich im späteren Dültgenstal am Ufer des Lochbachs im Südosten des Walder Ortskerns. Die einstige Fabrikanlage der Gebrüder Dültgen befindet sich zwischen Lehner und Brucknerstraße. Auf dem Höhenrücken im Norden verläuft die Landesstraße 85, die in diesem Bereich die Namen Liebermann- und Ernst-Barlach-Straße trägt, dort befindet sich auch das Gehöft Scheiderfeld. Südlich beziehungsweise südöstlich liegen die Scheider Mühle, Büschberg und Kleinenberg. Auf einer Anhöhe im Osten liegt die Hofschaft Lehn, im Nordosten befinden sich Eigen und Eigener Berg.

## Etymologie
Seine zahlreichen Namen verdankt der Kotten seiner geographischen Lage sowie den verschiedenen Eigentümern, die ihn über die Jahrhunderte besaßen und deren Familienname auf den Kotten überging, wie es bei Solinger Schleifkotten allgemein üblich war.

## Geschichte
Der Lauterjungskotten hat bereits im Jahre 1703 bestanden. Einer seiner frühen Besitzer im 18. Jahrhundert war Johann Wilhelm Lauterjung. Der Kotten ist im Jahre 1715 in der Karte Topographia Ducatus Montani, Blatt Amt Solingen, von Erich Philipp Ploennies unbenannt verzeichnet. Er gehörte zur Honschaft Scheid innerhalb des Amtes Solingen. Die Topographische Aufnahme der Rheinlande von 1824 verzeichnet den Kotten als Ernenkotten und die Preußische Uraufnahme von 1844 unbeschriftet. In der Topographischen Karte des Regierungsbezirks Düsseldorf von 1871 ist er hingegen nicht verzeichnet.
Der Übergang zum Zeitalter der Industrialisierung im gesamten Solinger Raum spielte sich am Ende der 1820er Jahre unter anderem im heutigen Dültgenstal ab. Die Gebrüder Dültgen, die aus Herberg stammten, begannen zu dieser Zeit mit der Herstellung von Schirmfurnituren. Dazu wurde 1830 zunächst der halbe, später der ganze Ernenkotten im Lochbachtal aufgekauft. Die Gebrüder arbeiteten zunächst noch mit Wasserkraft. Neben der Herstellung von Schirmgestellen kam später noch die Produktion von Taschenbügeln (also der mit einem Schnappverschluss versehenen Einfassung von Geldtaschen oder Handtaschen) hinzu. Ab Mitte des 19. Jahrhunderts wuchs das Fabrikareal am Ufer des Lochbachs immer weiter, moderne Fabrikgebäude entstanden.:30f.
An der Fabrik entstanden ab der ersten Hälfte des 19. Jahrhunderts alsbald auch einige Wohnhäuser, größtenteils zweigeschossige Fachwerkhäuser, woraus der Wohnplatz Dültgenstal hervorging. Der Lauterjungskotten gehörte ab dem Jahre 1815 zur Bürgermeisterei Wald innerhalb des Kreises Solingen, dort lag er in der Flur IV. (Gönrath). 1815/16 lebten zehn, im Jahr 1830 drei Menschen im als Schleifkotten bezeichneten und Ernenkotten genannten Ort. 1832 war der Ort unter dem Namen Köttgen Teil der Zweiten Dorfhonschaft innerhalb der Bürgermeisterei Wald. Der nach der Statistik und Topographie des Regierungsbezirks Düsseldorf als Fabrikanlage kategorisierte Ort besaß zu dieser Zeit zwei Wohnhäuser, eine Fabrikationsstätte bzw. Mühle und ein landwirtschaftliches Gebäude. Zu dieser Zeit lebten 19 Einwohner im Ort, allesamt evangelischen Bekenntnisses. In späteren Ortsregistern ist der Ort nicht mehr aufgeführt, da er Teil von Dültgenstal wurde. 
Bei der Energieerzeugung für den Kotten wurde später auf elektrischen Strom umgestiegen, das Wasserrad wurde darum im Jahre 1920 abgerissen. Mit der Städtevereinigung zu Groß-Solingen im Jahre 1929 wurde der Kotten ein Teil Solingens. Wann er abgerissen wurde, ist nicht bekannt.